# Tachygyna ursina
Tachygyna ursina là một loài nhện trong họ Linyphiidae.
Loài này thuộc chi Tachygyna. Tachygyna ursina được miêu tả năm 1938 bởi Bishop & Crosby.